# Агапова, Прасковья Петровна
Праско́вья Петро́вна Ага́пова (10 октября 1917, с. Козловка, Пензенская губерния — 2000, Беднодемьяновск, Пензенская область) — Герой Социалистического Труда (1966).

## Биография
В 1931 году вместе с родителями переехала в колхоз «Беднодемьяновский»; с 1933 года работала в колхозе: рабочей, с 1936 — на свиноферме, стала бригадиром по откорму свиней. В годы войны, окончив с отличием курсы, работала трактористской.
В послевоенное время вернулась на свиноферму. В 1961 году вступила в КПСС. В работе особое внимание уделяла точному соблюдению рациона кормления и распорядка дня животных; в 1965 году от каждой свиноматки получила по 8 поросят, отъёмный вес которых составил 19,4 кг (на 6,4 кг выше планового). За достигнутые успехи в развитии животноводства, увеличение производства и заготовок мяса Указом Президиума Верховного Совета СССР от 22 марта 1966 года ей было присвоено звание Героя Социалистического Труда с вручением ордена Ленина и золотой медали «Серп и Молот».
Была избрана депутатом местного Совета народных депутатов; членом райкома и обкома партии; делегатом XIII съезда профсоюзов СССР.
В 1974 году вышла на пенсию; жила в Беднодемьяновске.

## Избранные публикации
- Агапова П. Дорога длиною в 40 лет // Луч коммунизма. — 1977. — 6 окт.
- Агапова П. П. Наш опыт выращивания поросят. — Пенза : Кн. изд-во, 1962. — 22 с. — (Наши маяки).
- Агапова П. Слово делом красно // Пенз. правда. — 1968. — 14 марта.

## Награды и признание
- Звание Героя Социалистического Труда с вручением медали «Серп и Молот» и ордена Ленина (22.3.1966)[5].
- Почётный гражданин Беднодемьяновска (1988)[4]

## Адреса
Спасск, ул. Совхозная, дом 35.

## Память
К 100-летию со дня рождения П. П. Агаповой 17 октября 2017 года с учащимися средней школы № 2 г. Спасска была проведена беседа «Герой Социалистического Труда — Агапова Прасковья Петровна».